# Acker-Minze
Die Acker-Minze (Mentha arvensis), auch Korn-Minze und seit dem Mittelalter auch Feldminze genannt, ist eine Pflanzenart aus der Gattung der Minzen (Mentha) innerhalb der Familie der Lippenblütler (Lamiaceae). Sie ist in den gemäßigten Gebieten der Nordhalbkugel weitverbreitet.

## Beschreibung

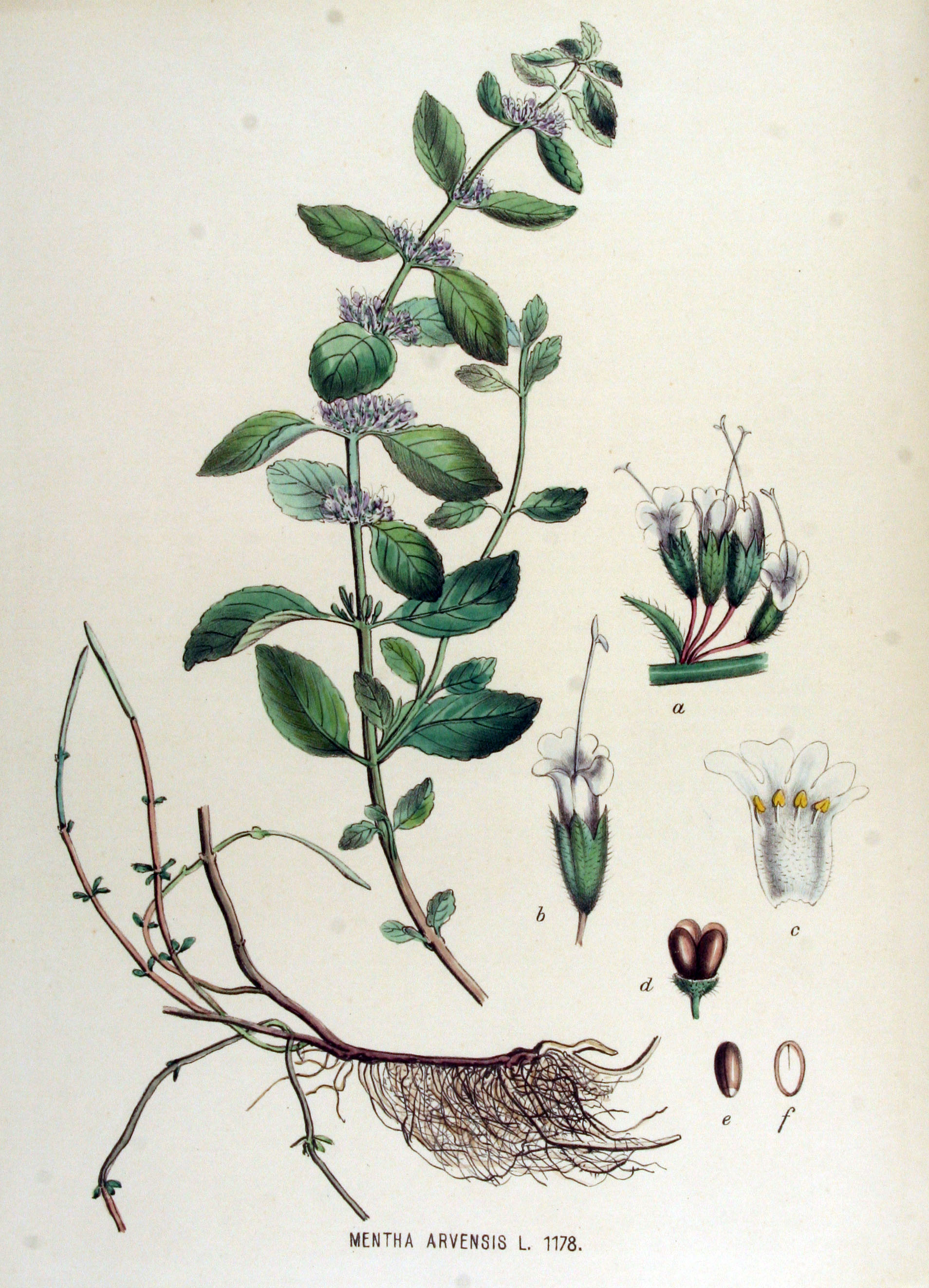
Illustration aus Flora Batava ..., Band 15

### Vegetative Merkmale
Bei der Acker-Minze handelt sich um sommergrüne, ausdauernde krautige Pflanzen mit Wuchshöhen von meist 5 bis 30, selten bis zu 60 Zentimetern. Die Pflanzen können sich durch unterirdische Ausläufer vermehren. Der oft relativ dünne, vierkantige Stängel ist niederliegend, aufsteigend oder aufrecht und verzweigt. Oft sind die Blätter sowie der obere Teil des Stängels weich behaart (Indument).
Die gegenständig am Stängel angeordneten Laubblätter sind deutlich in Blattstiel und Blattspreite gegliedert. Der Blattstiel ist meist relativ kurz. Die einfache Blattspreite ist eiförmig bis elliptisch. Der Blattrand besitzt wenige grobe, nach vorn gerichtete Zähne. Die Behaarung der Blätter kann stark schwanken (Trichome).

### Generative Merkmale
Unter den Mentha-Arten zeichnet sich die Ackerminze dadurch aus, dass die Scheinquirle, in denen die Blüten angeordnet sind, entfernt voneinander in den Achseln von voll ausgebildeten Laubblättern stehen. Selbst an der Spitze der Stängel stehen die Blütenquirle nicht dicht gedrängt. Die bei den meisten anderen Minzearten vorhandenen Scheinähren gibt es also nicht. Die Stängel enden mehr oder weniger belaubt.
Die zwittrigen Blüten sind zygomorph und fünfzählig mit doppelter Blütenhülle. Der 1,5 bis 3 Millimeter lange, glockenförmige Blütenkelch ist mehr oder weniger regelmäßig fünfzähnig. Die etwa 0,8 bis 1,2 Millimeter langen Kelchzähne sind breit dreieckig, ungefähr so breit wie lang und dicht abstehend behaart. Die rosafarbene bis violette Krone ist 4 bis 6 Millimeter lang und innen behaart. Die Blütezeit reicht von Juni bis Oktober. Staubblätter und Griffel sind gerade vorgestreckt und ragen meist weit aus der Krone.
Die Chromosomenzahl beträgt 2n = 72.

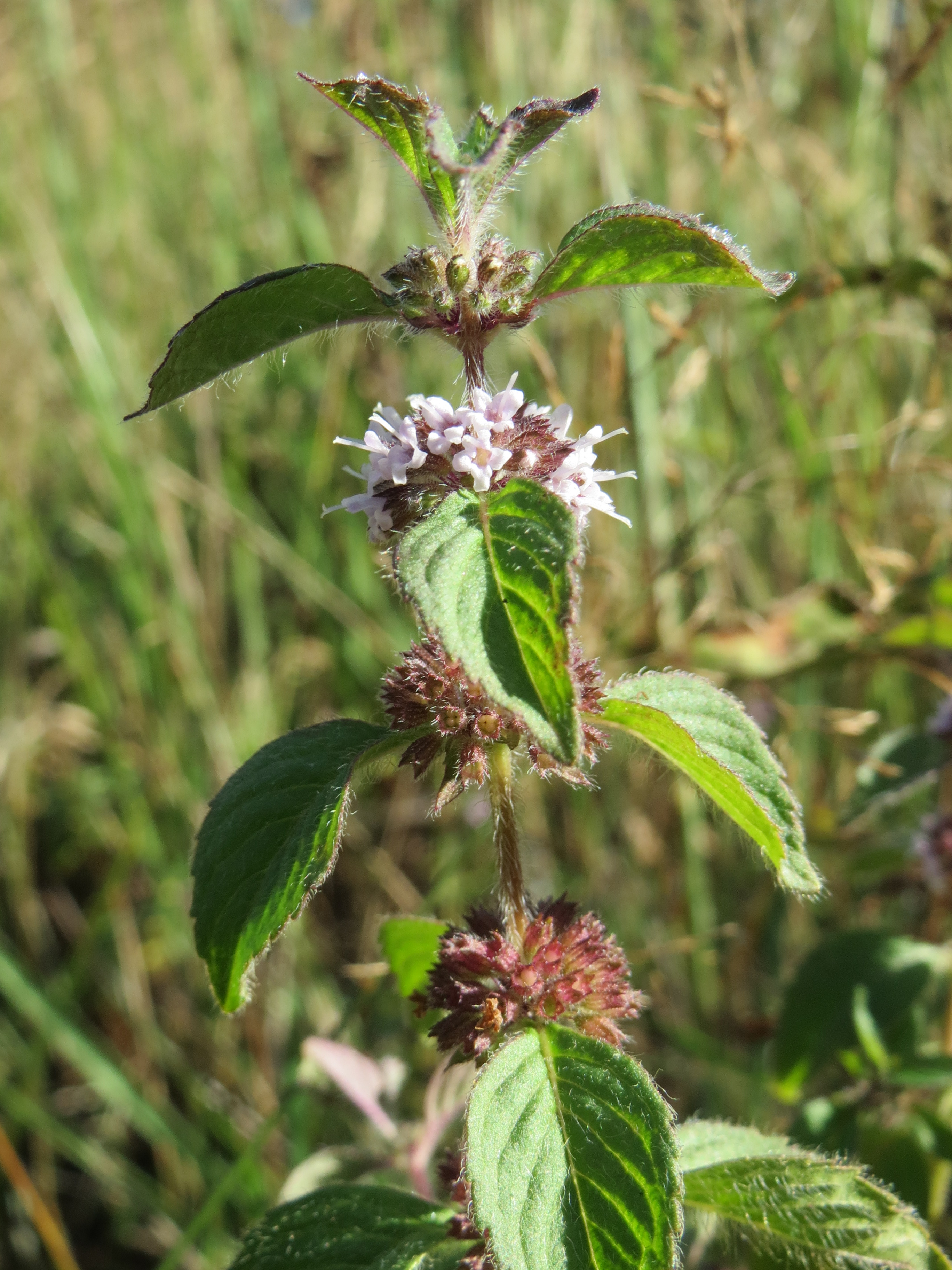
Acker-Minze (Mentha arvensis)

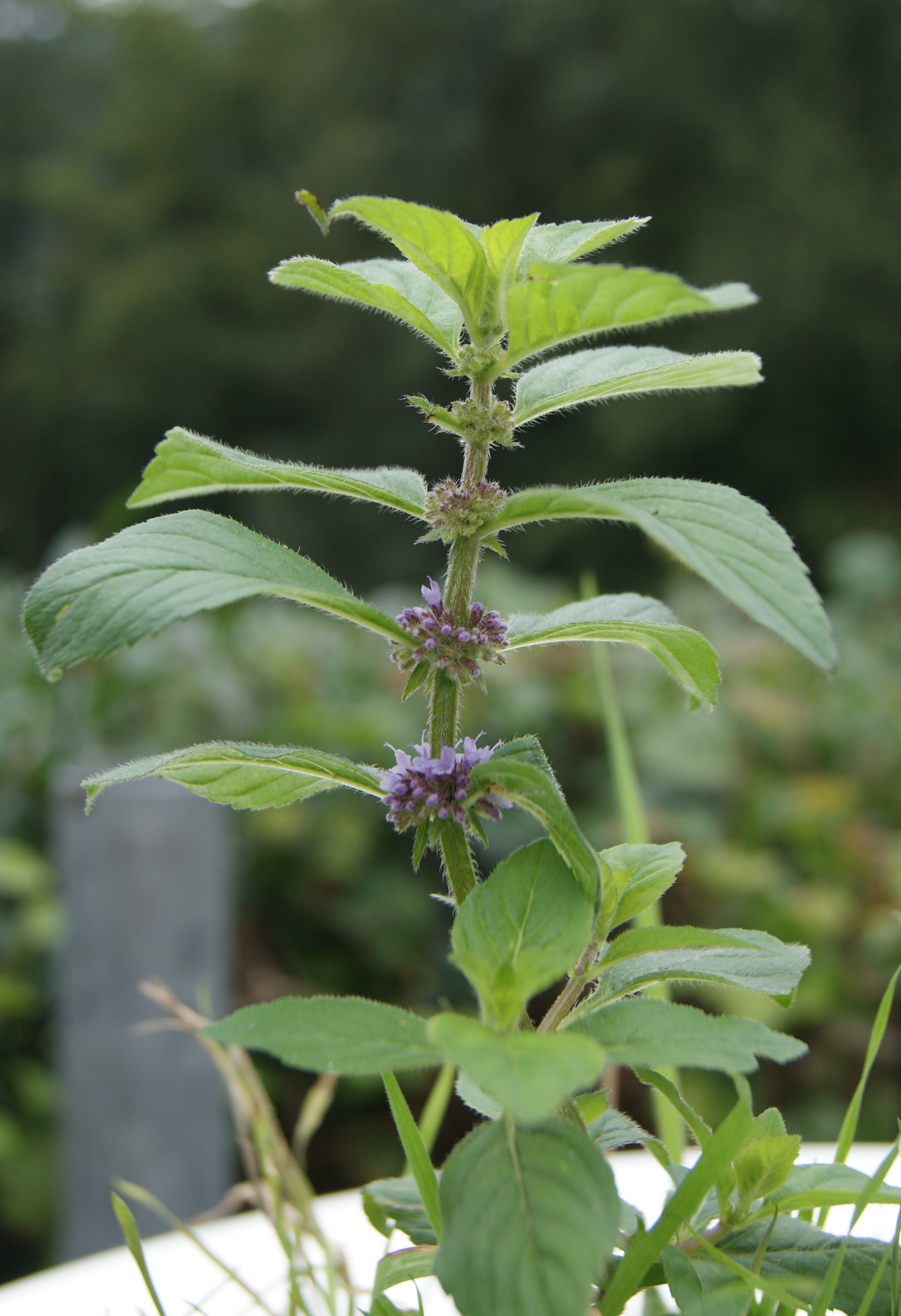
Acker-Minze (Mentha arvensis)

## Ökologie
Bei der Acker-Minze handelt es sich um Geophyten oder Hemikryptophyten. Die Acker-Minze wurzelt bis 40 cm tief und gilt deshalb als Tiefwurzler, sie ist auch ein Vernässungszeiger.
Die Bestäubung erfolgt durch Schwebfliegen und andere Fliegen. Die Ausbreitung der Diasporen erfolgt durch Wasser als Regenschwemmlinge sowie mit dem Ackerboden.

## Vorkommen
Das weite natürliche Verbreitungsgebiet von Mentha arvensis reicht von Europa bis Sibirien und auch Nepal. In Nordamerika ist sie ein Neophyt. Sie kommt in Mitteleuropa häufig vor, fehlt aber im Tiefland Mitteleuropas in kleineren Gebieten; sie steigt etwa bis zur Laubwaldgrenze auf. In Graubünden und im Tessin steigt sie bis 1500 Meter auf, in Tirol bis gegen 1700 Meter und in Oberbayern bis 1880 Meter Meereshöhe auf. Auf der Iberischen Halbinsel kommt die Art von 360 bis 1540 Meter Meereshöhe vor.
Die Acker-Minze besiedelt feuchte, nährstoffreiche Standorte wie Gräben, Nassstellen auf Ödland, Sumpfwiesen, sie geht aber im Bergland auch auf feuchte Brachen und Äcker oder in Senken neben Äckern. Sie gedeiht am besten auf feucht-nassen, stickstoffhaltigen, sandig-lehmigen oder humos-tonigen Böden. Sie gedeiht in Mitteleuropa hauptsächlich in Gesellschaften der Klasse Secalietea oder der Ordnung Polygono-Chenopodietalia.
Die ökologischen Zeigerwerte nach Landolt et al. 2010 sind in der Schweiz: Feuchtezahl F = 3+w+ (feucht aber stark wechselnd), Lichtzahl L = 3 (halbschattig), Reaktionszahl R = 2 (sauer), Temperaturzahl T = 3+ (unter-montan und ober-kollin), Nährstoffzahl N = 4 (nährstoffreich), Kontinentalitätszahl K = 3 (subozeanisch bis subkontinental).

## Systematik
Die Erstveröffentlichung von Mentha arvensis erfolgte 1753 durch Carl von Linné.
Von Mentha arvensis L. gibt es viele Synonyme, hier eine Auswahl: Mentha austriaca Jacq., Mentha exigua All. nom. illeg., Mentha palustris Moench nom. illeg., Mentha agrestis Sole, Mentha agrestris Sole, Mentha praecox Sole, Mentha procumbens Thuill., Mentha gentilis Georgi nom. illeg., Mentha austriaca Willd. nom. illeg., Mentha dubia Schleich. ex Suter nom. illeg., Mentha badensis C.C.Gmel., Mentha angustifolia Schreb., Mentha nummularia Schreb., Mentha lapponica Wahlenb., Mentha pilosa Spreng. ex Wallr., Mentha exigua Lucé nom. illeg., Mentha arguta Opiz, Mentha plicata Opiz, Mentha rotundata Opiz, Mentha diffusa Lej., Mentha intermedia Nees ex Bluff & Fingerh. nom. illeg., Mentha obtusata Opiz, Mentha paludosa Nees ex Bluff & Fingerh. nom. illeg., Mentha parvifolia Opiz, Mentha rothii Nees ex Bluff & Fingerh., Mentha arvensis var. lanceolata Becker, Mentha deflexa Dumort., Mentha villosa Becker nom. illeg., Mentha hakka Siebold, Mentha atrovirens Host, Mentha divaricata Host nom. illeg., Mentha ehrhartiana Lej. & Courtois, Mentha lamiifolia Host, Mentha latifolia Host, Mentha laxa Host, Mentha maculata Host, Mentha melissifolia Host, Mentha mosana Lej. & Courtois, Mentha multiflora Host, Mentha nemorosa Host nom. illeg., Mentha ocymoides Host nom. illeg., Mentha origanifolia Host nom. illeg., Mentha polymorpha Host, Mentha prostrata Host, Mentha pulchella Host, Mentha pumila Host nom. illeg., Mentha scrophulariifolia Lej. & Courtois, Mentha simplex Host, Mentha sylvatica Host, Mentha tenuifolia Host nom. illeg., Mentha varians Host, Mentha viridula Host, Mentha arvensiplicata Rchb., Mentha sativa Roxb. nom. illeg., Mentha lanceolata Benth., Mentha nobilis Weihe ex Fingerh., Mentha neesiana Opiz ex Rochel, Mentha agrestis Hegetschw. nom. illeg., Mentha badensis J.Fellm. ex Ledeb. nom. illeg., Mentha densiflora Opiz, Mentha graveolens Opiz, Mentha praticola Opiz, Mentha slichoviensis Opiz, Mentha segetalis Opiz, Mentha arvensihirsuta Wirtg., Mentha allionii Boreau, Mentha hostii Boreau, Mentha nemorum Boreau, Mentha parietariifolia (Becker) Boreau, Mentha salebrosa Boreau, Mentha palustris var. reflexifolia Strail, Mentha campestris Schur, Mentha flagellifera Schur, Mentha latissima Schur, Mentha ovata Schur, Mentha subinodora Schur, Mentha arvicola Pérard, Mentha moenchii Pérard, Mentha pilosella Pérard, Mentha ruralis Pérard, Mentha schreberi Pérard, Mentha fontana Weihe ex Strail, Mentha hillebrandtii Ortmann ex Malinv., Mentha anomala Hérib., Mentha minor Opiz ex Déségl., Mentha subcordata Colla ex Lamotte, Mentha barbata Opiz ex Déségl., Mentha bracteolata Opiz ex Déségl., Mentha foliicoma Opiz ex Déségl., Mentha gintliana Opiz ex Déségl., Mentha lata Opiz ex Déségl., Mentha odorata Opiz ex Déségl. nom. illeg., Mentha argutissima Borbás & Heinr.Braun, Mentha approximata (Wirtg.) Strail, Mentha baguetiana Strail, Mentha densifoliata Strail, Mentha distans Hawkeswood, Mentha flexuosa Strail, Mentha gentiliformis Strail, Mentha gracilescens Opiz ex Strail, Mentha rigida Strail, Mentha sparsiflora Haw. ex Schult. & Schult. f., Mentha tenuicaulis Strail, Mentha uliginosa Strail nom. illeg., Mentha vanhaesendonckii Strail, Mentha verisimilis Strail, Mentha kitaibeliana Heinr.Braun ex Haring, Mentha agrestis var. subrotunda Schur ex Heinr.Braun, Mentha albae-carolinae Haw. ex Schult. & Schult. f., Mentha argutissima var. recedens Haw. ex Schult. & Schult. f., Mentha campicola Haw. ex Schult. & Schult. f., Mentha florida Tausch ex Heinr.Braun, Mentha fossicola Haw. ex Schult. & Schult. f., Mentha hispidula Borbás nom. illeg., Mentha lamprophyllos Borbás ex Heinr.Braun, Mentha lanceolata (Becker) Haw. ex Schult. & Schult. f. nom. illeg., Mentha lanceolata var. sublanata Haw. ex Schult. & Schult. f., Mentha lata var. agraria Haw. ex Schult. & Schult. f., Mentha longibracteata Haw. ex Schult. & Schult. f., Mentha marrubiastrum (F.W.Schultz) Haw. ex Schult. & Schult. f., Mentha piersiana Borbás, Mentha procumbens var. ehrhartiana (Lej. & Courtois) Haw. ex Schult. & Schult. f., Mentha procumbens var. rigida (Strail) Haw. ex Schult. & Schult. f., Mentha procumbens var. ruralis (Pérard) Haw. ex Schult. & Schult. f., Mentha procumbens var. salebrosa (Boreau) Haw. ex Schult. & Schult. f., Mentha procumbens var. segetalis (Opiz) Haw. ex Schult. & Schult. f., Mentha procumbens var. uliginosa Haw. ex Schult. & Schult. f., Mentha pulchella var. approximata Haw. ex Schult. & Schult. f., Mentha pulegiformis Haw. ex Schult. & Schult. f., Mentha silvicola Haw. ex Schult. & Schult. f. nom. illeg., Mentha slichoviensis var. campicola (Haw. ex Schult. & Schult. f.) Haw. ex Schult. & Schult. f., Mentha slichoviensis var. fossicola (Haw. ex Schult. & Schult. f.) Haw. ex Schult. & Schult. f., Mentha thayana Haw. ex Schult. & Schult. f., Mentha arvensis subsp. austriaca (Jacq.) Briq., Mentha arvensis var. melanochroa Briq., Mentha arenaria Topitz, Mentha argutissima var. subpilosa Topitz, Mentha collina Topitz, Mentha divergens Topitz, Mentha duftschmidii Topitz, Mentha fontana var. brevibracteata Topitz, Mentha fontana var. conferta Topitz, Mentha hostii var. arvina Topitz, Mentha jahniana Haw. ex Spach, Mentha moldavica Topitz, Mentha multiflora var. serpentina Topitz, Mentha plagensis Topitz, Mentha praeclara Topitz, Mentha ruderalis Topitz, Mentha sparsiflora var. paschorum Topitz, Mentha subfontanea Topitz, Mentha palitzensis Topitz, Mentha parvula Topitz, Mentha subcollina Topitz, Mentha duftschmidii (Topitz) Trautm. in S.A.Jávorka, Mentha parietariifolia var. ginsiensis Heinr.Braun ex Trautm., Mentha pascuorum (Topitz) Trautm. Mentha dissitiflora Sennen, Mentha alberti Sennen, Mentha duffourii Sennen, Mentha fochii Sennen, Mentha pastoris Sennen, Mentha cuneifolia (Lej. & Courtois) Domin, Mentha fontqueri Sennen, Mentha gallica (Topitz) Domin, Mentha joffrei Sennen, Mentha mutabilis (Topitz) Domin, Mentha obtusodentata (Topitz) Domin-
Von den früheren Subtaxa wird keine mehr akzeptiert.
Mentha arvensis bildet leicht Hybriden mit anderen Mentha-Arten. Relativ verbreitet ist die so genannte Quirl-Minze (Mentha ×verticillata), eine Hybride zwischen Mentha aquatica und Mentha arvensis. Sie liegt in allen Merkmalen zwischen ihren beiden Eltern, ist oft etwas kräftiger und kann diese dann verdrängen.

## Inhaltsstoffe
Das ätherische Öl der Ackerminze hat mit 70–80 % einen höheren Menthol-Anteil als das der Echten Pfefferminze (42 %). Es wirkt antibakteriell, schmerzstillend, konzentrationsfördernd, krampflösend, kühlend und regt die Durchblutung an.
Im Europäischen Arzneibuch wird das ätherische Öl der Ackerminze unter „Minzöl“ geführt, das der Pfefferminze hingegen unter „Pfefferminzöl“.